# Национално знаме на Сирия
Националното знаме на Сирия е прието през 1980 година. Съставено е от три хоризонтални ивици с еднаква големина в панарабски цветове червено, бяло и черно. В средата на знамето има две зелени звезди. Звездите представляват Сирия и Египет, двете страни на бившата Обединена арабска република. След падането на правителството на президента Башар ал-Асад на 8 декември 2024 г., Сирия премахва знамето със зелените звезди и де факто за национално знаме е избрано това, което е било използвано за Първата Сирийска Република под френски мандат (в периода от 1932 г. до 1958 г.) и Втората Сирийска Република, използвано само около 2 години (от 1961 г. до 1963 г.). То представлява знаме с три хоризонтални ивици в зелено, бяло и черно, като по средата на бялата ивица има 3 червени звезди. Към декември 2024 г. все още не е определено съотношението на знамето, като същесвтуват два варианта на тази версия - 2:3 и 1:2. Освен него, като ко-официално се използва бяло знаме със черно написан шахада, което много наподобява знамето на Ислямско Емирство Афганистан и служи за символ на временното правителство.

## Знаме през годините
- (1920)
- (1920 – 1922)
- (1922 – 1932)
- (1932 – 1958)
- (1958 – 1961)
- (1961 – 1963)
- (1963 – 1972)
- (1972 – 1980)
- (1980 – 2024)